# Coussi
Coussi è un arrondissement del Benin situato nella città di Toffo (dipartimento dell'Atlantico) con 14.548 abitanti (dato 2006).